# 厚壳贻贝
是贻贝屬的一种。
主要分布于越南、韩国、中国大陆、台湾，常栖息在浅海珊瑚礁、岩石底。